# I liga polska w hokeju na lodzie (1982/1983)
28. sezon I ligi polskiej w hokeju na lodzie rozegrany został na przełomie 1982 i 1983 roku. Był to 47 sezon rozgrywek o Mistrzostwo Polski w hokeju na lodzie.
Beniaminkiem sezonu był mistrz II ligi 1981/1982, Stoczniowiec Gdańsk. Ponadto rozegrano dwumecz stanowiący baraż o miejsce w I lidze 1982/1983, w którym zmierzyły się ostatnia drużyna I ligi z 1982 (Cracovia) oraz wicemistrz II ligi z 1982 (Pomorzanin Toruń):
- 10 września 1982: Cracovia – Pomorzanin Toruń 8:4 (2:2, 3:1, 3:1)[4]
- 14 września 1982: Pomorzanin Toruń – Cracovia 5:10 (0:2, 3:2, 2:6)[5][6]

Po pierwszej rundzie, zakończonej w listopadzie 1982, prowadził zespół Zagłębia Sosnowiec, który został mistrzem Polski. Był to czwarty tytuł mistrzowski w historii klubu.
Nagrodę „Złoty Kija” za sezon otrzymał Henryk Gruth (GKS Tychy).

## Tabela
| Lp. | Zespół              | M  | Pkt | W  | R | P  | G+  | G−  | +/−  |
| --- | ------------------- | -- | --- | -- | - | -- | --- | --- | ---- |
| 1   | Zagłębie Sosnowiec  | 36 | 63  | 31 | 1 | 4  | 291 | 103 | +188 |
| 2   | Polonia Bytom       | 36 | 46  | 20 | 6 | 10 | 194 | 97  | +97  |
| 3   | GKS Tychy           | 36 | 45  | 20 | 5 | 11 | 176 | 118 | +58  |
| 4   | Naprzód Janów       | 36 | 44  | 19 | 6 | 11 | 185 | 140 | +45  |
| 5   | Podhale Nowy Targ   | 36 | 40  | 17 | 6 | 13 | 167 | 113 | +54  |
| 6   | GKS Katowice        | 36 | 37  | 17 | 3 | 16 | 167 | 183 | -16  |
| 7   | ŁKS Łódź            | 36 | 29  | 12 | 5 | 19 | 101 | 166 | -65  |
| 8   | Budowlani Bydgoszcz | 36 | 21  | 8  | 5 | 23 | 114 | 231 | -117 |
| 9   | Cracovia            | 36 | 19  | 9  | 1 | 26 | 164 | 290 | -126 |
| 10  | Stoczniowiec Gdańsk | 36 | 16  | 6  | 4 | 26 | 117 | 213 | -96  |

## Skład triumfatorów
Zagłębie Sosnowiec w sezonie 1982/1983:
Bramkarze
- Piotr Białoń, Jacek Lato, Włodzimierz Olszewski

Obrońcy
- Adam Bernat, Marek Cholewa, Kordian Jajszczok[9], Marek Marcińczak, Józef Nibus, Andrzej Nowak, Andrzej Świątek, Krzysztof Woźniak

Napastnicy
- Mieczysław Garbacz, Wiesław Jobczyk, Stanisław Klocek, Wiesław Kozłowski, Zdzisław Kozłowski, Jan Madeksza, Jarosław Morawiecki, Krzysztof Podsiadło, Henryk Pytel, Tadeusz Radwan, Leszek Tokarz[9], Wiesław Tokarz[9], Andrzej Zabawa